# Star Wars 1313
Star Wars 1313 é um videojogo de acção-aventura que estava a ser produzido pela LucasArts e publicado pela Xbox Game Studios exclusivamente para Xbox One mas no entanto cancelado pela Disney em 2013.
Star Wars 1313 colocava o jogador no papel de um caçador de prémios a deambular no submundo do nível subterrâneo nº 1313 do planeta Coruscant, para descobrir a verdade sobre uma conspiração criminal.
O jogo teria uma tónica mais adulta e realista em comparação com outros jogos passados de Star Wars, incluindo temas como prostituição ou terrorismo, para além de dar mais ênfase a um combate mais rápido, com dispositivos e armas (exclusivo para caçadores de prémios), ao invés de um combate baseado na Força e nos sabres-luz.

## Desenvolvimento
Apesar de ter estar a ser produzido internamente pela LucasArts, o jogo passou por uma abordagem integrada de desenvolvimento que envolvia a Industrial Light & Magic, a Lucasfilm Animation e a Skywalker Sound. A marca registada do titulo do jogo foi criada em Maio de 2012, e anunciado um mês depois pela LucasArts. Star Wars 1313 foi revelado oficialmente durante a E3 de 2012. A Spike TV emitiu uma pequena amostra da jogabilidade a 4 de Junho.
Estava a ser produzido com base no motor Unreal Engine 3, como visto no diário de produção chamado "Descent to the Underworld". O video mostra o jogo a correr em modo 64-bit com Direct3D 11.
A 1 de Março de 2013 foi dito que Star Wars 1313 estava "em espera", depois da Disney comprar os direitos de Star Wars, dizendo que a Disney irá focar-se nos materiais relativos ao filme Star Wars Episode VII em vez de uma história que não tem nenhuma relação com este. No entanto, a Lucasarts afirmou que "Star Wars 1313 continua a ser produzido."
A 3 de Abril de 2013 foi anunciado que Disney encerrou a LucasArts, despediu a sua equipa, e cancelou todos os projectos, incluindo Star Wars 1313. No entanto é possível que Star Wars 1313 possa retomar de novo a produção, agora fora da LucasArts, considerando o seu estado de produção.

## Ligações Externas
- «Sítio oficial»